# オンラインポーカー

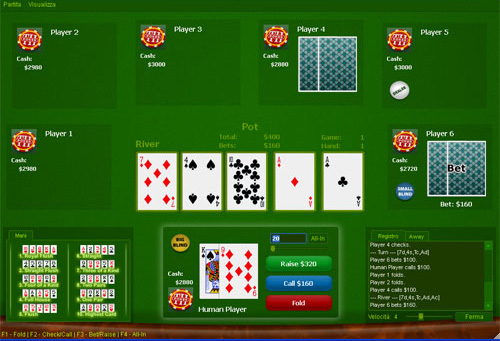
オンラインポーカー

オンラインポーカー（Online poker）は、インターネット上でポーカーというゲームをプレイすることを指す。
ポーカーとはテキサス・ホールデムのことを指すことが多く、アメリカ合衆国のカジノにおいては最もポピュラーなゲームのひとつである。
世界中のポーカー・プレーヤー愛好者の大幅な増加に、部分的に貢献している他、クリスチャンセン・キャピタル・アドバイザーズは、オンライン ポーカーの収益が 2001 年の 8,270 万ドルから 2005 年には 24 億ドルに増加したとしている。一方、調査機関DrKW と Global Betting and Gaming Consultantsが実施した調査では、2004年のオンライン ポーカーの収益は14 億ドルであったという。インターネット ゲームに関する米国上院での証言の中で、米国会計事務所ジョセフ・イブの代理人である公認会計士グラント・イブは、ギャンブルで稼がれているドルのうち、4分の1がオンライン・ギャンブルのそれであると推定している。

## 歴史

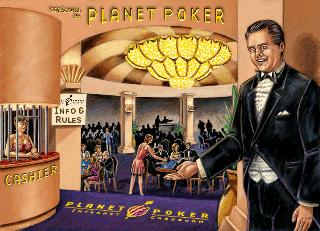
2000 年の初期のオンライン ポーカー サイトの 1 つである Planet Poker の「ロビー」画面

## オンラインポーカーができるアプリ
オンラインポーカーで遊ぶには、専用のアプリをインストールする必要がある。
代表的なアプリは以下。
- KKポーカー(KKPoker)
- WPTグローバル(WPT Global)
- ポーカースターズ(Pokerstars)
- GGポーカー(GGPoker)